# 良純入道親王
良純入道親王（1604年1月18日—1669年8月27日），俗名直輔，幼名八宮，是日本江戶時代前期的法親王，生父母是後陽成天皇及庭田具子，後水尾天皇和高松宮好仁親王的異母兄弟，曾認德川家康作養父。他也是淨土宗知恩院第一代門跡，諡號無礙光院宮良純大和尚。

## 概要
良純入道親王5歲時進入知恩院門跡及出家，及後在慶長十九年（1614年）接受親王宣下，得名為直輔親王，次年（元和元年、1615年）成為德川家康養子。
元和五年九月十七（1619年10月24日）16歲的他跟隨滿譽尊照戒師出家，法號良純。然而，良純在寬永二十年十一月初一（1643年12月21日）突然被流放到甲斐國天目山，原因有醉酒、介入江戶幕府朝廷的寺院等。後來幽閉在甲府興因寺（甲府市下積翠寺町）。
萬治二年（1659年）受勅許回京，居住在知恩院泉涌寺，並於北野還俗隱居，號心庵。
去世後，葬於泉涌寺，贈諡號專蓮社行譽心阿自在良尚大僧正。明和五年（1768年）在他的百年忌辰是恢復他的名譽，改諡無礙光院宮良純大和尚。

## 相關項目
- 入道親王
- 八千代太夫

| 宗教頭銜 | 宗教頭銜         | 宗教頭銜          |
| -------- | ---------------- | ----------------- |
| 門跡建立 | 知恩院門跡 第1世 | 繼任： 尊光法親王 |